# Jack Crawford (Tennisspieler)

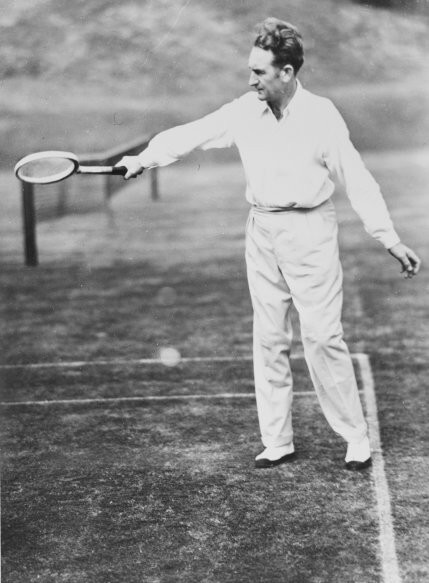
Jack Crawford

John Herbert Crawford, bekannt als Jack Crawford (* 22. März 1908 in Albury, New South Wales; † 10. September 1991 in Cessnock, New South Wales) war ein australischer Tennisspieler.
Er gewann mehrere Grand-Slam-Turniere, darunter sechs im Einzel, und wäre fast der erste Spieler gewesen, der den Grand Slam gewonnen hätte. Diesen Triumph errang dann fünf Jahre später Don Budge.
Im Jahr 1933 gewann er die australischen, französischen und englischen Meisterschaften und stand im Finale der US-amerikanischen Meisterschaften in Forest Hills gegen Fred Perry. Er führte mit 2:1 Sätzen, als er einen asthmatischen Anfall bekam und die letzten beiden Sätze praktisch verschenken musste, was ihn den Titel und die „Unsterblichkeit“ im Tennis kostete.
Er wurde 1979 in die Hall of Fame des Tennissports aufgenommen.
Am 28. Februar 1930 heiratete er die australische Tennisspielerin Marjorie Cox.

## Grand-Slam-Siege
- Australian Open:
  - Einzel – 1931–1933, 1935
  - Doppel – 1929, 1930, 1932, 1935
  - Mixed – 1931–1933

- French Open:
  - Einzel – 1933
  - Doppel – 1935
  - Mixed – 1933

- Wimbledon Championships:
  - Einzel – 1933
  - Doppel – 1935
  - Mixed – 1930